# Narcissus jonquilla subsp. cordubensis
Narcissus jonquilla cordubensis es una subespecie de planta bulbosa perteneciente a la familia de las amarilidáceas que es endémica de la península ibérica.

## Descripción
Se clasifica en el grupo tres, que son los Narcisos de copa pequeña.  De origen cultivado con flor grande y solitaria. La copa es más corta que un tercio de la longitud de los pétalos.

## Taxonomía
Narcissus jonquilla cordubensis fue descrita por (Fern.Casas) Zonn. y publicado en Plant Systematics and Evolution 275: 130, en el año 2008.
Etimología
Narcissus nombre genérico que hace referencia  del joven narcisista de la mitología griega Νάρκισσος (Narkissos) hijo del dios río Cephissus y de la ninfa Leiriope; que se distinguía por su belleza. 
El nombre deriva de la palabra griega: ναρκὰο, narkào (= narcótico) y se refiere al olor penetrante y embriagante de las flores de algunas especies (algunos sostienen que la palabra deriva de la palabra persa نرگس y que se pronuncia Nargis, que indica que esta planta es embriagadora). 
cordubensis: epíteto geográfico que alude a su localización en Córdoba.
Sinonimia
- Narcissus cordubensis Fern.Casas
- Narcissus fernandesii var. cordubensis (Fern.Casas) Fern.Casas[2]